# حزب کمونیست کردستان-عراق
حزب کمونیست کردستان عراق (کردی: حزبی شیوعی کوردستان / عربی: الحزب الشیوعی الکوردستانی) حزبی است با بینش مارکسیستی، که قبلاً از سال ۱۹۴۵ به بعد به عنوان شاخه کردستان حزب کمونیست عراق فعالیت می‌کرد. از آغاز دهه ۹۰ م. با نام جدید فعالیت مستقل خود را ادامه داد. صدر حزب محمد جوانرودی بود، پس از وی کمال شاکر جانشین وی شد.
حزب کمونیست کردستان عراق در انتخابات‌های مجلس قانونگذاری عراق در ژانویه و دسامبر ۲۰۰۵ به عنوان بخشی از ائتلاف میهنی دموکراتیک کردستان شرکت داشت. این حزب همچنین یک شاخهٔ زنان دارد که با عنوان اتحادیهٔ زنان کردستان فعالیت می‌کند. رئیس این اتحادیه به نام نهله حسین الشالی در سال ۲۰۰۸ در کرکوک به قتل رسید.

## تاریخچه
حزب کمونیست کردستان-عراق، در نخستین کنگرهٔ حزب کمونیست عراق در سال ۱۹۴۵ به سبب اهمیت مسئلهٔ ملی کرد، با عنوان «شاخهٔ کردی حزب کمونیست عراق» تأسیس شد. بنا بر تصمیم کنگره حق تعیین برنامه نیز برای این حزب در نظر گرفته‌شد. بعدها این شاخهٔ کردی به «شاخهٔ کردستان» تغییر نام داد. نخستین روزنامهٔ کمونیستی به زبان کردی در عراق روزنامهٔ آزادی بود که از جانب این تشکیلات در فاصلهٔ سال‌های ۱۹۴۵ تا ۱۹۶۰ منتشر می‌شد.
در ماه مه ۱۹۶۶، «شاخهٔ کردستان حزب کمونیست عراق» نخستین کنفرانس خود را تشکیل داد. سپس در سومین کنفرانس حزب در دسامبر ۱۹۶۷ به «سازمان اقلیم کردستان حزب کمونیست عراق» تغییر سازمان داد. این سازمان جدید نیز در مه ۱۹۶۹ نخستین کنگرهٔ خود را تشکیل داده و برنامهٔ ملی و دموکراتیک خود را اعلام کرد.
در نهایت دومین کنگرهٔ «سازمان اقلیم کردستان حزب کمونیست عراق» در ۳۰ ژوئن ۱۹۹۳ تشکیل شد و در این کنگره «حزب کمونیست کردستان-عراق» به عنوان ادامه‌دهندهٔ راه سازمان اقلیم کردستان اعلام موجودیت کرد.

## برنامهٔ سیاسی
در سال ۲۰۱۱ نیز حزب کمونیست کردستان نسبت به انجام رفرم هشدار داده‌است، طی برنامه‌ای خواستار انجام سریع اصلاحات در همه حوزه‌ها شده‌است. در برنامه بر لزوم گفتگوی همه گروه‌ها، اصلاح قانون اساسی، انتخابات زودهنگام، جلوگیری از دخالت احزاب در سیستم حکومتی، فعال کردن و نظم بخشیدن به امور قضایی، شفافیت در فعالیت‌های اقتصادی، انجام فعالیت‌های عمرانی، توجه به قشر ضعیف و چندین برنامه دیگر اشاره شده‌است.